# 용형마교
《용형마교》(중국어: 龍形摩嬌)/(영어: The Fing Of Death)는 홍콩, 한국에서 제작된 오사원 감독의 1982년 영화이다. 금동이 출연하였고 한갑진이 제작에 참여하였다.

## 출연
- 금동 - 아누
- 임교 - 양대인
- 석견 - 사부
- 황정리  - 러시아 무사

## 기타
- 조명: 이억만
- 녹음: 손인호
- 미술: 조경환

## 한국판 성우진(SBS)
- 강구한 - 아누(금동)
- 김현직 - 양대인(임교)
- 이강식 - 사부(석견)
- 조달호 - 양충(오가려)
- 김정미 - 아누의 이모(왕래) / 사모(임영)
- 김새영 - 엄사부(지윤주)
- 신흥철 - 일본 무사(신재철)
- 조경모 - 양대인의 아들(장금)
- 김익태 - 러시아 무사(황정리) / 스님(이해생)
- 김영훈 - 양대인의 아들(권영문)
- 이대영 - 도둑(잠소웅)
- 서광재 - 양대인의 아들(장화) / 무술인(석천)
- 이병조 - 러시아 대사(로이 호랜)